# Bitch (bài hát của Meredith Brooks)
"Bitch" (hay được biết đến với tựa đề được kiểm duyệt "Nothing In Between") là một bài hát của nghệ sĩ thu âm người Mỹ Meredith Brooks nằm trong album phòng thu đầu tay của cô, Blurring the Edges (1997). Nó được phát hành vào ngày 20 tháng 5 năm 1997 bởi Capitol Records như là đĩa đơn đầu tiên trích từ album, đồng thời là đĩa đơn đầu tay trong sự nghiệp của Brooks. Bài hát được viết lời nữ ca sĩ và Shelly Peiken, trong khi phần sản xuất được đảm nhận bởi Geza X. Đây là một bản alternative rock và pop rock, với nội dung đề cập đến sự phức tạp của một cô gái khi trở thành một người phụ nữ trưởng thành, trong đó cô khẳng định rằng không có cụm từ nào có thể miêu tả chính xác con người của mình.
Sau khi phát hành, "Bitch" nhận được những phản ứng tích cực từ các nhà phê bình âm nhạc, trong đó họ chỉ ra nhiều điểm tương đương giữa bài hát với âm nhạc của Alanis Morissette. Nó còn nhận được hai đề cử giải Grammy cho Bài hát rock xuất sắc nhất và Trình diễn giọng Rock nữ xuất sắc nhất tại lễ trao giải thường niên lần thứ 40. Mặc dù gặp nhiều hạn chế bởi tựa đề mang ý nghĩa nhạy cảm, "Bitch" đã gặt hái những thành công đáng ghi nhận về mặt thương mại, lọt vào top 10 ở nhiều quốc gia trên toàn cầu, bao gồm vươn đến top 5 ở Úc, Áo, Canada, New Zealand và Na Uy. Tại Hoa Kỳ, bài hát đạt vị trí thứ hai trên bảng xếp hạng Billboard Hot 100 trong bốn tuần, trở thành đĩa đơn đầu tiên và duy nhất của Brooks lọt vào top 10 tại đây, và được chứng nhận đĩa Vàng từ Hiệp hội công nghiệp ghi âm Mỹ (RIAA).
Video ca nhạc cho "Bitch" được đạo diễn bởi Paul Andresen, trong đó bao gồm những cảnh Brooks trình diễn bài hát với đàn ghi-ta và đứng dưới một phông nền hoa rực rỡ. Nó đã ngay lập tức nhận được nhiều lượt yêu cầu phát sóng trên những kênh truyền hình âm nhạc như VH1 và MTV, và nhận được hai đề cử tại giải Video âm nhạc của MTV năm 1997 cho Video xuất sắc nhất của nữ ca sĩ và Nghệ sĩ mới xuất sắc nhất. Được ghi nhận là bài hát trứ danh trong sự nghiệp của Brooks, bài hát đã được hát lại và nhại lại bởi nhiều nghệ sĩ, bao gồm David Cook, Ruby Rose, Zooey Deschanel và dàn diễn viên của Glee. Ngoài ra, nó cũng xuất hiện trong nhiều tác phẩm điện ảnh và truyền hình như Orphan Black và What Women Want.

## Danh sách bài hát
Đĩa CD tại châu Âu
1. "Bitch" (radio chỉnh sửa) – 3:58
2. "Bitch" (Transistor phối) – 4:07

Đĩa CD tại Anh quốc
1. "Bitch" (radio chỉnh sửa) – 3:58
2. "Bitch" (Transistor phối) – 4:07
3. "Bitch" (Transistor phối) – 3:45
4. "Bitch" (E-Team Funky Bitch chỉnh sửa) – 3:05

Đĩa CD tại Hoa Kỳ
1. "Bitch" – 4:13
2. "Down By The River" – 4:15

## Xếp hạng
| Bảng xếp hạng (1997-98)              | Vị trí cao nhất |
| ------------------------------------ | --------------- |
| Úc (ARIA)                            | 2               |
| Áo (Ö3 Austria Top 40)               | 5               |
| Bỉ (Ultratop 50 Flanders)            | 5               |
| Bỉ (Ultratop 50 Wallonia)            | 28              |
| Canada (RPM)                         | 2               |
| Châu Âu (European Hot 100 Singles)   | 9               |
| Pháp (SNEP)                          | 42              |
| Đức (Official German Charts)         | 19              |
| Ireland (IRMA)                       | 12              |
| Hà Lan (Dutch Top 40)                | 12              |
| Hà Lan (Single Top 100)              | 15              |
| New Zealand (Recorded Music NZ)      | 4               |
| Na Uy (VG-lista)                     | 5               |
| Scotland (OCC)                       | 6               |
| Thụy Điển (Sverigetopplistan)        | 12              |
| Thụy Sĩ (Schweizer Hitparade)        | 10              |
| Anh Quốc (OCC)                       | 6               |
| Hoa Kỳ Billboard Hot 100             | 2               |
| Hoa Kỳ Adult Pop Airplay (Billboard) | 14              |
| Hoa Kỳ Alternative Songs (Billboard) | 4               |
| Hoa Kỳ Dance Club Songs (Billboard)  | 34              |
| Hoa Kỳ Pop Airplay (Billboard)       | 1               |

| Bảng xếp hạng (1997)                  | Vị trí |
| ------------------------------------- | ------ |
| Australia (ARIA)                      | 16     |
| Austria (Ö3 Austria Top 40)           | 26     |
| Belgium (Ultratop 50 Flanders)        | 28     |
| Canada (RPM)                          | 34     |
| Europe (European Hot 100 Singles)     | 45     |
| Germany (Official German Charts)      | 74     |
| Japan (Tokyo Hot 100)                 | 51     |
| Netherlands (Dutch Top 40)            | 63     |
| Netherlands (Single Top 100)          | 52     |
| Norway Summer Period (VG-lista)       | 11     |
| Sweden (Sverigetopplistan)            | 45     |
| Switzerland (Schweizer Hitparade)     | 26     |
| UK Singles (Official Charts Company)  | 52     |
| US Billboard Hot 100                  | 15     |
| US Hot Modern Rock Tracks (Billboard) | 31     |

## Chứng nhận
| Quốc gia                                                                           | Chứng nhận | Số đơn vị/doanh số chứng nhận |
| ---------------------------------------------------------------------------------- | ---------- | ----------------------------- |
| Úc (ARIA)                                                                          | Bạch kim   | 70.000^                       |
| New Zealand (RMNZ)                                                                 | Vàng       | 7,500*                        |
| Na Uy (IFPI)                                                                       | Vàng       | 10,000*                       |
| Anh Quốc (BPI)                                                                     | Bạc        | 200.000^                      |
| Hoa Kỳ (RIAA)                                                                      | Vàng       | 1,100,000                     |
| * Chứng nhận dựa theo doanh số tiêu thụ. ^ Chứng nhận dựa theo doanh số nhập hàng. |            |                               |